# اینترناتسیوناله (استان آق‌مولا)
اینترناتسیوناله (به قزاقی: Internatsionalnoye) یک منطقهٔ مسکونی در قزاقستان است که در شهرستان اصیل، آق‌مولا واقع شده‌است. اینترناتسیوناله ۵۰۹ نفر جمعیت دارد.